# Campiña Norte de Jaén
La Campiña Norte de Jaén es una entidad administrativa formada por la unión de las comarcas de la Campiña de Jaén y Comarca Norte, ambas pertenecientes a la provincia de Jaén (España).
Pese a que esta entidad no es, ni ha sido reconocida como comarca, son varias las asociaciones que utilizan dicho nombre para referirse a ella. Principalmente, se trata de asociaciones destinadas al impulso turístico y desarrollo económico de la zona.